# Connie Hüsser
Connie Hüsser (* 1967 in Zug) ist eine Schweizer Designerin, Ausstellungsarchitektin und Innendesignerin. 2019 hat sie den Schweizer Grand Prix Design erhalten. 

## Biografie
Connie Hüsser wuchs in Baar (Kanton Zug) auf. Nach einer Berufslehre als Dekorationsgestalterin in Luzern gestaltete Connie Hüsser die Schaufenster des Warenhauses Globus in Zürich. Im Jahr 2000 startete sie ihre Zusammenarbeit mit der Frauenzeitschrift annabelle. Seither gestaltet sie als Stylistin und Redaktorin die Design-Seiten des Schweizer Modemagazins. Laut der Frankfurter Allgemeinen Zeitung schafft es Hüsser «angstfrei Formen, Farben und Ästhetiken aufeinanderprallen» zu lassen.
Im Jahr 2018 bat sie der belgische Journalist und Kurator Dieter Van Den Storm während der «Biennale Interieur» in Belgien eine Ausstellung zu kuratieren. Die Ausstellung war ein so grosser Erfolg, dass die «Design Miami» Hüsser dazu einlud, diese auch an der Art Basel zu zeigen. In der Ausstellung «Objects with Love» zeigt Hüsser 46 ihrer liebsten Objekte. Objekte, die sie laut Ausstellungsbeschrieb «mit Liebe ausgewählt, adoptiert, gesammelt, arrangiert und kuratiert» hat. Weitere Einladungen für die Ausstellung folgten.
Hüsser arbeitet seit 2004 für Vitra. Sie hat ausserdem eine farbenfrohe Schwamm-Serie mit dem Namen Leo für HAY designt.

## Auszeichnung
Connie Hüsser hat 2019 als erste Interior-Stylistin den Schweizer Grand Prix Design vom Bundesamt für Kultur erhalten. Sie ist die erste Interior-Stylistin, die diesen Preis erhielt. In einem Text zur Auszeichnung heisst es: «Connie Hüsser hat die Schweizer Designgeschichte mitgeprägt, und dies, obwohl ihr Schaffen keiner klassischen Designdisziplin zuzuordnen ist. Seit über 20 Jahren gestaltet sie einzigartige Szenerien und aussergewöhnliche räumliche Collagen, die in ihrer Klarheit bestechend schön und trotz mutiger Kombinationen stimmig sind. Sie nimmt dank ihres untrüglichen Gespürs für Trends vorweg, was später als Zeitgeist bezeichnet wird.»